# Vince Corazza
Vincent "Vince" Corazza est un acteur et doubleur canadien né le 6 décembre 1972 à Newmarket (Canada).

## Biographie
Vincent Corazza nait le 6 décembre 1972 à Newmarket. Il grandit à Toronto.

## Vie privée
Vince a été marié avec l'actrice Liz Ramos. Depuis le 3 septembre 2001, il est marié avec l'actrice Jane Cooke,.

## Filmographie
- 1993 : Bishôjo senshi Sailor Moon R: The Movie : Darien - Tuxedo Mask (voix)
- 1994 : Bishôjo senshi Sailor Moon S: The Movie : Darien - Tuxedo Mask (voix)
- 1994 : Nothing to Lose : Joe's Gang
- 1994 : Getting Gotti (TV) : Charlie
- 1996 : Ace Ventura détective (Ace Ventura: Pet Detective) (série TV) : Shickadance (voix)
- 1996 : Devil's Food (TV) : Abbot's Clerk
- 1997 : Balls Up (TV) : Dominic
- 1997 : Inondations: Un fleuve en colère (Flood: A River's Rampage) (TV) : Sam Ferrera
- 1997 : Fraternité mortelle (What Happened to Bobby Earl?) (TV) : Mark
- 1997 : Jamais sans toi (When Innocence Is Lost) (TV) : Scott Stone
- 1997 : Amour et mort à Long Island (Love and Death on Long Island) : Corey
- 1998 : Universal soldier 3: Ultime vengeance (Universal Soldier III: Unfinished Business) (TV) : Lowell / GR85
- 1998 : Nothing Too Good for a Cowboy (TV) : Drunken Cowboy
- 1998 : When Husbands Cheat (TV) : Brett
- 1998 : Thanks of a Grateful Nation (TV) : Ape Man
- 1998 : Urban Legend : David Evans
- 1998 : La Fiancée de Chucky (Bride of Chucky) : Robert Bailey
- 1999 : Total Recall 2070 (TV) : James Tate
- 1999 : Ultimate Deception (TV) : Det. Gary Falstorm
- 1999 : The Secret Path (TV) : Karl
- 1999 : Bonanno: A Godfather's Story (TV) : Charlie 'Lucky' Luciano
- 1999 : Ricky Nelson: Original Teen Idol (TV) : Freddie
- 1999 : Cruelle justice (Cruel Justice) (TV) : Grant Chadway
- 2000 : Un rôle pour la vie (Catch a Falling Star) (TV) : Pete Cameron
- 2000 : L'Élue (Bless the Child) : Reverend's Assistant
- 2000 : Les Quintuplés (Quints) (TV) : Albert
- 2000 : The Ride (TV)
- 2001 : Hangman (TV) : Detective Little
- 2001 : Haven (TV) : Cody
- 2001 : A Glimpse of Hell (TV) : Lt. George Stewart
- 2001 : Tentative de meurtre (Final Jeopardy) (TV) : Police Officer Cordero
- 2001 : Boss of Bosses (en) (TV)
- 2001 : Jett Jackson: The Movie (TV) : Plunkett
- 2001 : Sourire d'enfer (Braceface) (série TV) : Alden Jones (voix)
- 2001 : Zebra Lounge (TV) : Neil Bradley
- 2001 : Danger Beneath the Sea (TV) : Lt. Commander Eric Watkins
- 2002 : Beyblade (Bakuten shoot beyblade) (série TV) : Robert / Steve / Gustav (voix)
- 2002 : Leaving Metropolis : Matt
- 2002 : You Stupid Man : Jeffery
- 2002 : Le Cœur d'un autre (Heart of a Stranger) (TV)
- 2003 : Soldier's Girl (TV) : Lester
- 2003 : Mister Cash (Owning Mahowny) : Doug
- 2003 : Les Cheetah Girls (TV) : Jackal Johnson
- 2004 : Adventures in Animation 3D : Slim (voix)
- 2004 : I Downloaded a Ghost : Jared
- 2005 : Last Mysteries of the Titanic (TV) : Narrateur